# Josh Eccles
Josh Eccles, né le 6 avril 2000 à Coventry en Angleterre, est un footballeur anglais évoluant au poste de milieu central à Coventry City.

## Biographie

### En club
Né à Coventry en Angleterre, Josh Eccles est formé par le club local de Coventry City. Il signe son premier contrat professionnel le 20 juillet 2018 avec son club formateur. 
C'est donc avec ce club qu'il fait ses débuts en professionnel. Il joue son premier match en Championship, la deuxième division anglaise, le 2 avril 2021 face au Queens Park Rangers. Il entre en jeu à la place de Gustavo Hamer et son équipe s'incline par trois buts à zéro.
Le 17 septembre 2020, Eccles est prêté pour une saison au Gillingham FC. Il découvre alors avec ce club la League One, la troisième division anglaise. Eccles est finalement rappelé de son prêt par Coventry le 6 janvier 2021, après avoir disputé quatorze matchs sous les couleurs du Gillingham FC.
Le 12 janvier 2023, Josh Eccles signe un nouveau contrat avec Coventry City, le liant au club jusqu'en juin 2027,.
Eccles inscrit son premier but en professionnel le 29 avril 2023 face à Birmingham City, lors d'un match de championnat. Titulaire, il ouvre le score au bout de trois minutes de jeu sur un service de Viktor Gyökeres, et participe ainsi à la victoire de son équipe par deux buts à zéro,.
Le 26 décembre 2024, Eccles réalise son premier doublé, lors d'une rencontre de championnat face au Plymouth Argyle. Titulaire, il délivre également une passe décisive et participe ainsi à la victoire de son équipe par quatre buts à zéro.